# تیتراسیون کمپلکسومتری
تیتراسیون کمپلکس به کمپلکس بودن آنالیت و تیترانت ربط دارد. عموماً شناساگر مورد نیاز با توجه به آنالیت یک کمپلکس ضعیف می‌باشد. برای مثال اریوکروم بلک تی برای تیتراسیون کلسیم و منیزیم و کی‌لیت برای تیتراسیون آهن در حلال استفاده می‌شود.
تیتراسیون کمپلکسومتری نوعی تجزیه ولتامتری است که در آن از تشکیل یک کمپلکس رنگی برای نشان دادن نقطه انتهایی یک تیتراسیون استفاده می‌شود. تیتراسیون کمپلکسومتری به ویژه برای تعیین مخلوطی از یون‌های فلزی مختلف در محلول مفید است. معمولاً از شاخصی که قادر به ایجاد تغییر رنگ نامشخص است برای تشخیص نقطه پایانی تیتراسیون استفاده می‌شود.

## تیتراسیون کمپلکس با EDTA
EDTA یا اتیلن دی آمین تترا استیک اسید، چهار گروه کربوکسیل و دو گروه آمین دارد که می‌توانند به عنوان اهدا کننده جفت الکترونی یا پایگاه‌های لوئیس عمل کنند. توانایی EDTA در اهدای بالقوه شش الکترون تنها جفت خود برای تشکیل پیوندهای کووالانسی کوردینانس به کاتیون‌های فلزی، EDTA را به یک لیگاند شش ضلعی تبدیل می‌کند. با این حال، در عمل EDTA معمولاً فقط جزئی از یونیزاسیون است و بنابراین کمتر از شش پیوند کووالانسی کوردینانس با کاتیونهای فلزی تشکیل می‌شود.
EDTA یک مجموعه هشت ضلعی را با اکثر کاتیونهای فلزی ۲+، M 2+ در محلول آبی تشکیل می‌دهد. دلیل اصلی استفاده از EDTA در استانداردسازی محلول‌های کاتیون فلزی ثابت تشکیل بالای آن برای اکثر کمپلکس‌های کاتیون-فلزی است، به این معنی که تعادل برای این واکنش:
M 2+ + H 4 Y → MH 2 Y + 2H +
انجام واکنش در محلول بافر پایه، H + را تشکیل می‌دهد و این باعث تشکیل محصول واکنش پیچیده کاتیونی EDTA- فلز نیز می‌شود.

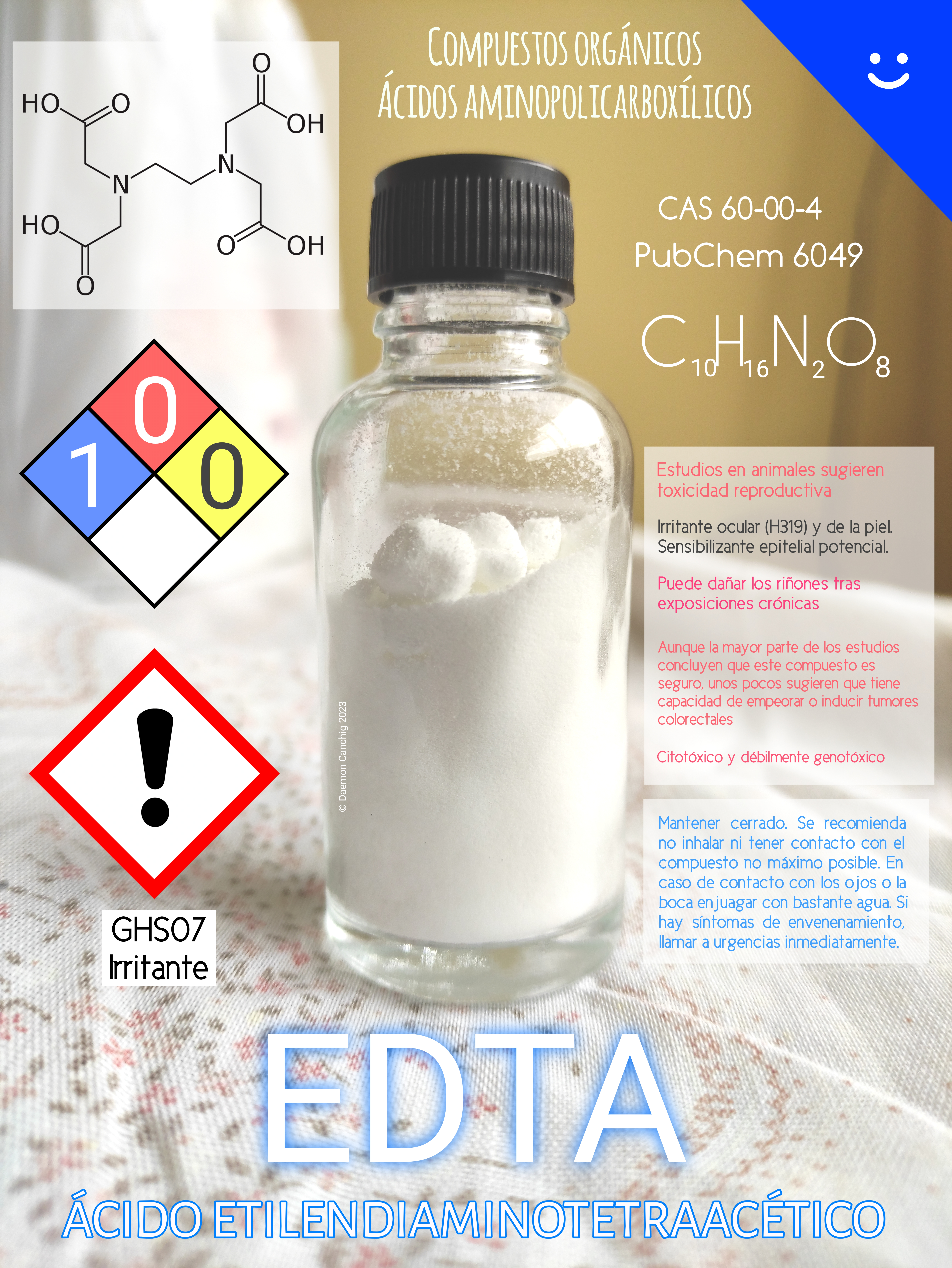
یک بطری شیشه‌ای حاوی تقریباً ۲۱ گرم EDTA خالص

ادتا در صنعت تولید کاغذ، داروسازی و پزشکی، تولید مواد غذایی (به عنوان یکی از مواد نگهدارنده در غذاهای آماده و کنسروی)، صنعت کشاورزی، تولید شوینده به دلیل حذف فلزات سنگین مانند آهن، سرب، جیوه و قابلیت کلات کنندگی کاربرد دارد.

## شناساگرها
برای انجام تیتراسیون کاتیونهای فلزی با استفاده از EDTA، تقریباً همیشه لازم است از یک کمپلکس شناساگر برای تعیین زمان رسیدن نقطه انتهایی استفاده شود. شناساگرهای رایج رزانه ارگانیک مانند فست سولفون بلک اف، اریوکروم بلک تی یا مورکسیدهستند. هنگام نقطه پایانی تغییر رنگ نشان می‌دهد که این شناساگر جانشین کاتیونهای فلزی در محلول شده‌است (معمولاً توسط EDTA)، بدین ترتیب، شناساگر آزاد (به جای کمپلکس فلزی) به عنوان شناساگر نقطه انتهایی عمل می‌کند.

## عامل‌های کی‌لیت ساز
| کمپلکس | نام اصلی                                                             | محفف     | ساختار |
| ------ | -------------------------------------------------------------------- | -------- | ------ |
| I      | نیتریلوتری‌استیک اسید                                                 | NTA      |        |
| II     | اتیلن دی آمین تترا استیک اسید                                        | EDTA     |        |
| III    | اتیلن دی آمین تترا استیک اسید                                        | EDTA-Na2 |        |
| IV     | Cyclohexandiamintetraessigsäure                                      | CDTA     |        |
| V      | اسید پنتتیک                                                          | DTPA     |        |
| VI     | Ethylenglycol-bis(aminoethylether)- N,N,N′,N′-tetraessigsäure        | EGTA     |        |
| VII    | N-(2-Hydroxyethyl)-ethylendiamin-N,N,N′-triessigsäure-Trinatriumsalz | HEDTA    |        |
| VIII   | Triethylentetraminhexaessigsäure                                     | TTHA     |        |